# Timor Leste (província)
```
   |-
       |
Erro:
:  
valor não especificado para "
nome_comum
"
```

Timor Timur (indonésio para Timor Leste), também conhecido pela abreviatura Tim-Tim, foi o nome oficial dado a Timor-Leste pelos indonésios a partir de 15 de Julho de 1976, após terem transformado o território anexado em 1975 na sua 27.ª província e até o entregarem à administração das Nações Unidas em 1999 para a organização do referendo que acabou por decidir a sua independência.
Com excepção da Austrália, nenhum outro país reconheceu a anexação de Timor-Leste pela Indonésia. Idêntica postura foi adoptada pelas Nações Unidas que, até à independência em 20 de Maio de 2002, continuaram a considerar Portugal como a potência administrante do território. Mas deve-se ressaltar que, em 1960, a Assembleia Geral das Nações Unidas, através da Resolução 1514 de 14 de Dezembro de 1960, considerou o Timor Português como um território não autónomo sob administração portuguesa. Tal nunca foi aceita pelos governos dos Presidentes do Conselho António de Oliveira Salazar e Marcelo Caetano e pela Constituição de 1933 que continuaram a considerar o território como parte integrante de Portugal. Porém, tal resolução da ONU veio, todavia, a ser aceita pela Lei 7/1974 de 27 de Julho do Conselho da Revolução que demonstrou a aceitação da independência de todos os territórios ultramarinos.
A situação em Timor só voltaria a ser um problema internacional após o Massacre de Santa Cruz de 1991, em Díli, quando forças militares indonésias abriram fogo sobre manifestantes pro independência, matando 271 pessoas e ferindo 278 outras. Jornalistas internacionais estavam no local na hora do massacre (com dois jornalistas americanos sendo agredidos por militares indonésios), sendo graças ás gravações do repórter de imagem britânico Max Stahl que a notícia se espalhou internacionalmente, sendo considerado a chave do sucesso para o referendo de independência de 1999.
Os 24 anos de ocupação indonésia de Timor-Leste saldaram-se no genocídio de parte significativa da sua população e, particularmente em 1999, na destruição sistemática de todas as infraestruturas, deixando o país na penúria total.